# Doctor Ricardo Rojas
Doctor Ricardo Rojas es una localidad y comuna rural del sudoeste de la provincia del Chubut, Argentina, dentro del departamento Río Senguer.

## Población
Contó con 219 habitantes (Indec, 2010), lo que representó un descenso del 16,7% frente a los 263 habitantes (Indec, 2001) del censo anterior. La población se compuso de 118 varones y 101 mujeres, lo que arrojó un índice de masculinidad del 116.83%. En tanto, las viviendas pasaron a ser 119.
Tras el censo de 2022 se conoció un nuevo crecimiento de la localidad con 234 habitantes y unas 117 viviendas.La población mantiene la categoría de comuna rural.
| Gráfica de evolución demográfica de Doctor Ricardo Rojas entre 1991 y 2022 |
|                                                                            |
| Fuente: Censos nacionales del INDEC                                        |